# Fekko Ebel Hajo Ebels
Fekko Ebel Hajo Ebels (Kroonpolder, 12 augustus 1878 - Winschoten, 14 januari 1951) was een Groningse landbouwer en politicus voor de Vrijzinnig-Democratische Bond en diens opvolger de Partij van de Arbeid.
Fekko Ebels was de zoon van landbouwer en gemeenteraadslid Hajo Ebels en Esse Ebbens. Na de lagere school in Drieborg ging hij naar de openbare ULO-school in Nieuw-Beerta en de Rijks Hogere Burgerschool in Winschoten. Hij was landbouwer in Kroonpolder en was mede-eigenaar van een fabrieksbedrijf in verduurzaamde levensmiddelen en een handelsonderneming in landbouwwerktuigen in Groningen. Hij trouwde in 1901 met Eppien Jantina Nannenga, met wie hij twee zoons kreeg.

## Politiek
In 1913 volgde hij zijn vader na diens overlijden op als gemeenteraadslid van Beerta. In 1916 moest hij ontslag nemen, omdat zijn broer Edzo Hommo Ebels daar als burgemeester werd benoemd. Hij was 21 jaar lid van de Provinciale Staten van Groningen (1916-1935), waarvan tussen 1920 en 1923 tevens lid van de Gedeputeerde Staten.
Van 1922 tot 1946 was hij Tweede Kamerlid voor de VDB, en was woordvoerder op gebied van landbouw en waterstaat, en sprak ook enkele keren over financiële onderwerpen. Hij was lid en later voorzitter van de Staatscommissie-Deckers over de productiekosten en prijzen in de landbouw. In 1932 bracht hij samen met Pieter Oud via een initiatiefwet de Crisis-Pachtwet tot stand, die de mogelijkheid opende om via de kantonrechter en een crisis-pachtcommissie een pachtverlaging te vragen.
In 1930 werd Ebels benoemd tot Ridder in de Orde van de Nederlandse Leeuw.